# Pétrel
Pour l’article ayant un titre homophone, voir Pétrelle.
Taxons concernés
- Les espèces des genres
- Macronectes
- Thalassoica
- Pagodroma
- Aphrodroma
- Pterodroma
- Bulweria
- et un Procellaria
  - le Pétrel à lunettes, aussi appelé Puffin à lunettesmodifier

Le terme pétrel est un terme ambigu qui désigne en français plusieurs oiseaux de mer, de la famille des procellariidés. 
Ces palmipèdes de taille moyenne ou grande, au bec crochu surmonté des narines en forme de tube, aux ailes longues, vivent en haute mer dans diverses parties du globe. En principe, ils ne viennent à terre que pour y pondre un œuf unique dans des terriers ou des abris.
Ce terme, attesté en français depuis au moins 1703, vient de l'anglais petrel, qui dérive lui-même de pitteral, d'origine inconnue.
Certains vivent dans les régions subarctiques de l'Atlantique, tandis que d'autres nichent sur les sommets des îles tropicales hautes, comme Madère et La Réunion.

## État des populations et menaces
Comme beaucoup d'oiseaux marins, les pétrels peuvent être affectés par la pollution marine et l'ingestion de morceaux de plastique.
Leurs poussins se montrent aussi très vulnérables à la pollution lumineuse. Au premier vol hors du nid, ils sont attirés par l'éclairage public ou privé, et n'ont ensuite plus assez de force pour rejoindre la mer. Une solution à ce problème pour ce qui concerne l'éclairage public, consiste à éteindre les luminaires publics et sportifs lors des périodes d'envol des jeunes oiseaux (5 à 10 jours par an selon les lieux). Des scientifiques ont, à La Réunion, précisé les dates critiques (dates d'envol des poussins) et un procédé dit « Horloge à pétrels » a été mis au point pour ce faire à La Réunion, et est diffusé en licence ouverte CC-BY-SA pour faciliter sa diffusion et son appropriation.

## Liste des espèces
D'après la classification de référence (version 2.2, 2009) du Congrès ornithologique international et les noms normalisés du CINFO :